# Marloes Horst
Marloes Horst (Akkrum, Friesland, 8 maart 1989) is een Nederlands model. Internationaal is ze het bekendst door haar werk voor Victoria's Secret en het poseren voor de Pirellikalender in 2010.

## Biografie
In september 2008 maakte Marloes haar debuut op de catwalks van Milaan voor Prada en in 2009 werd ze het gezicht van Valentino parfum. Horst werkte ook voor Goldenpoint, Liu Jo, Massimo Rebecchi en Nando Muzi. Ze verscheen in tijdschriften als Vogue  Rusland, L'Officiel en Velvet. Ze werd ook gekozen als  een van de protagonisten van de Pirellikalender, editie 2010, geschoten door Terry Richardson. Ze poseert frequent voor de Pink-lijn van het lingerie-merk Victoria’s Secret.
Sinds eind 2008 woont Horst in New York. Ze is verloofd.